# 우유니

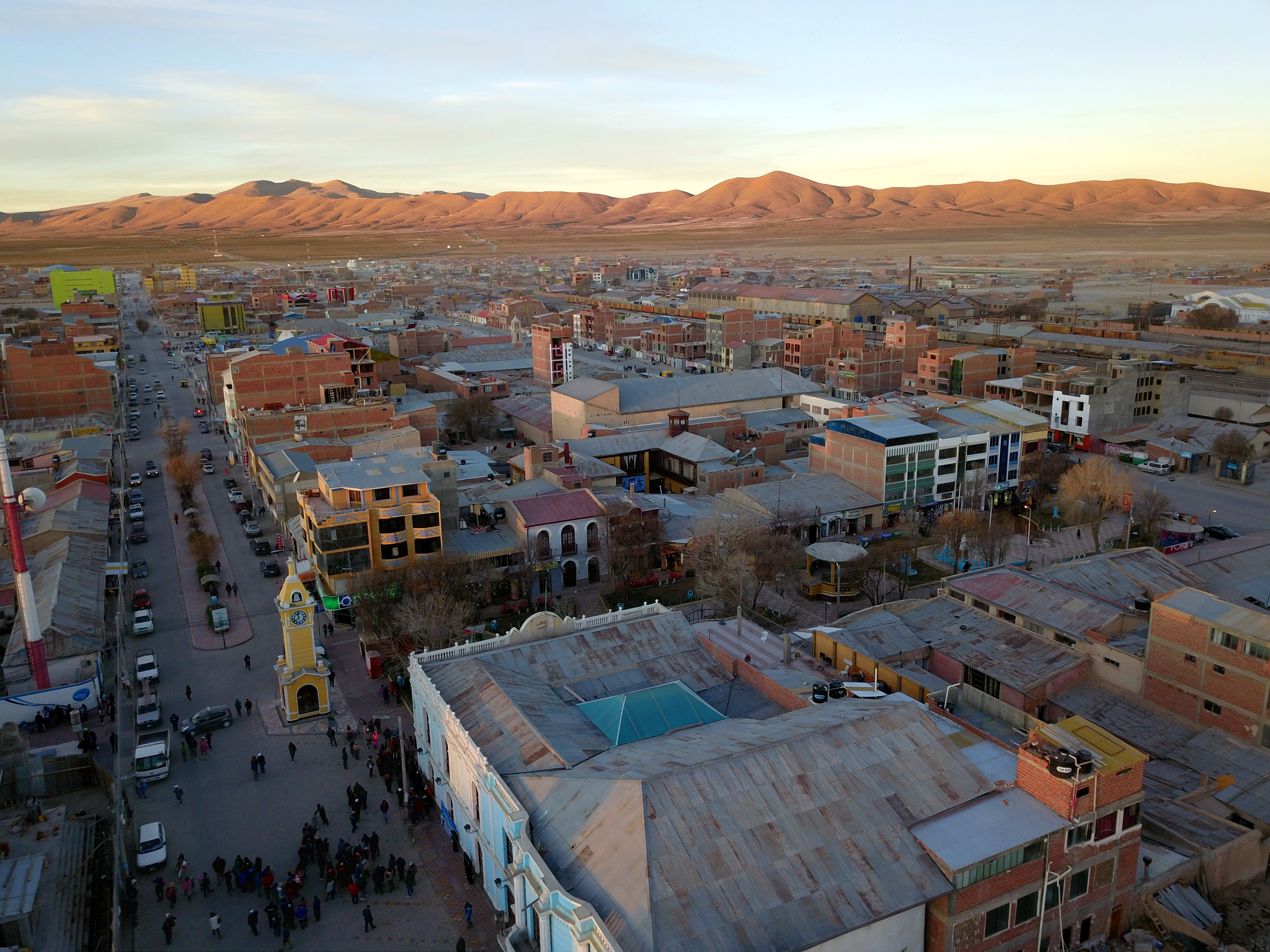
우유니 전경

우유니(스페인어: Uyuni)는 볼리비아 남서쪽에 있는 도시다. 우유니는 주로 세계 최대 규모의 소금 사막인 살라르 데 우유니를 방문하는 관광객들의 관문 역할을 하는 도시다. 또한 이 도시는 볼리비아와 칠레를 오가는 무역 및 교통의 관문 역할을 하며, 시내에는 세관 및 출입국 관리소가 있다.
1890년 무역소로 설립된 이 도시의 인구는 29,672명(2012년 공식 인구 조사)다.